# トリックハンター
『真実解明バラエティー！トリックハンター』（しんじつかいめいバラエティー トリックハンター）は、2014年7月23日から2016年8月17日まで日本テレビ系列で水曜日19:00 - 19:56（2016年3月までは『1900』水曜枠）に放送されていたバラエティ番組である。全61回。
レギュラー化される前は2011年から不定期に『見破れ!!トリックハンター』（みやぶれ トリックハンター）のタイトルで特別番組として放送されていた。

## 概要
キャッチコピーは「世の中は、トリックであふれている。」。
世の中のありとあらゆるトリック（真相）をクイズ、再現ドラマ、検証ロケを交えて紹介する。
取り上げるトリック（真相）は「超能力」「マジック」「世界のミステリー」などの海外ネタから「ヒットのアイデア」「格安のカラクリ」「すぐに使える裏ワザ」といった身近なネタまで広範囲に渡る。

## 出演者

### 司会
- 内村光良（ウッチャンナンチャン）
- 郡司恭子（日本テレビアナウンサー） - 2016年2月17日放送回より出演。
- ベッキー[2] - 2016年2月10日での放送回を以て休養のため欠席していたが、復帰を待たず番組は終了となった。

### 進行アシスタント
- 安村直樹（日本テレビアナウンサー）※一部ナレーター兼任

### レギュラー出演者
- ハリセンボン

## 主な企画
一部企画ではパネラーがそのトリックを暴くことに挑戦する。Dr.レオンが指名した1人が解答者となり、不正解の場合は手のひらの上で、マジックで使われるフラッシュコットンを燃やされる罰を受ける。
芸能人はじめてのイリュージョン
芸能人が脱出マジックやナイフ投げなと危険なマジックに挑戦。成功すればトリック公開、失敗ならば大惨事という条件で挑戦する。
これまで志村けんがトロッコ監禁爆破脱出とナイフ投げに、桝太一（日本テレビアナウンサー）が監禁炎上脱出に、小林幸子が廃車脱出に指原莉乃（HKT48）がセンターを務める『ハロウィン・ナイト選抜メンバー』全員出現に成功している。
イタズラトリック
一般の人や芸能人にトリックを使ったイタズラを行い驚かせる。
Dr.レオン VS 世界の超能力者
Dr.レオンが世界へ赴き、各地で「超能力」を行い人気を集める者と、超能力がトリックであることを示すべく対決する。
コナン・ルパンからの挑戦状
名探偵コナンやルパン三世とのコラボコーナー。現場の状況から被害者がどのようなトリックで殺されたのかを当てる。
山上兄弟のマジック0円旅
山上兄弟が街中でマジックをしながら世界を旅する。
謎のスゴ腕料理人 トリックシェフ
安価な食材を手軽なトリックで高級食材に変える方法を紹介。
突撃リサーチ！最安値ハンター
様々なものの最安値の「安さのトリック」をリサーチする。

## ネット局
| 放送対象地域   | 放送局                                       | 系列                           | 放送曜日・時間     |
| -------------- | -------------------------------------------- | ------------------------------ | ------------------ |
| 関東広域圏     | 日本テレビ（NTV） 『トリックハンター』制作局 | 日本テレビ系列                 | 水曜 19:00 - 19:56 |
| 北海道         | 札幌テレビ（STV）                            | 日本テレビ系列                 | 水曜 19:00 - 19:56 |
| 青森県         | 青森放送（RAB）                              | 日本テレビ系列                 | 水曜 19:00 - 19:56 |
| 岩手県         | テレビ岩手（TVI）                            | 日本テレビ系列                 | 水曜 19:00 - 19:56 |
| 宮城県         | ミヤギテレビ（MMT）                          | 日本テレビ系列                 | 水曜 19:00 - 19:56 |
| 秋田県         | 秋田放送（ABS）                              | 日本テレビ系列                 | 水曜 19:00 - 19:56 |
| 山形県         | 山形放送（YBC）                              | 日本テレビ系列                 | 水曜 19:00 - 19:56 |
| 福島県         | 福島中央テレビ（FCT）                        | 日本テレビ系列                 | 水曜 19:00 - 19:56 |
| 山梨県         | 山梨放送（YBS）                              | 日本テレビ系列                 | 水曜 19:00 - 19:56 |
| 新潟県         | テレビ新潟（TeNY）                           | 日本テレビ系列                 | 水曜 19:00 - 19:56 |
| 長野県         | テレビ信州（TSB）                            | 日本テレビ系列                 | 水曜 19:00 - 19:56 |
| 静岡県         | 静岡第一テレビ（SDT）                        | 日本テレビ系列                 | 水曜 19:00 - 19:56 |
| 富山県         | 北日本放送（KNB）                            | 日本テレビ系列                 | 水曜 19:00 - 19:56 |
| 石川県         | テレビ金沢（KTK）                            | 日本テレビ系列                 | 水曜 19:00 - 19:56 |
| 福井県         | 福井放送（FBC）                              | 日本テレビ系列／テレビ朝日系列 | 水曜 19:00 - 19:56 |
| 中京広域圏     | 中京テレビ（CTV）                            | 日本テレビ系列                 | 水曜 19:00 - 19:56 |
| 近畿広域圏     | 読売テレビ（ytv）                            | 日本テレビ系列                 | 水曜 19:00 - 19:56 |
| 鳥取県・島根県 | 日本海テレビ（NKT）                          | 日本テレビ系列                 | 水曜 19:00 - 19:56 |
| 広島県         | 広島テレビ（HTV）                            | 日本テレビ系列                 | 水曜 19:00 - 19:56 |
| 山口県         | 山口放送（KRY）                              | 日本テレビ系列                 | 水曜 19:00 - 19:56 |
| 徳島県         | 四国放送（JRT）                              | 日本テレビ系列                 | 水曜 19:00 - 19:56 |
| 香川県・岡山県 | 西日本放送（RNC）                            | 日本テレビ系列                 | 水曜 19:00 - 19:56 |
| 愛媛県         | 南海放送（RNB）                              | 日本テレビ系列                 | 水曜 19:00 - 19:56 |
| 高知県         | 高知放送（RKC）                              | 日本テレビ系列                 | 水曜 19:00 - 19:56 |
| 福岡県         | 福岡放送（FBS）                              | 日本テレビ系列                 | 水曜 19:00 - 19:56 |
| 長崎県         | 長崎国際テレビ（NIB）                        | 日本テレビ系列                 | 水曜 19:00 - 19:56 |
| 熊本県         | くまもと県民テレビ（KKT）                    | 日本テレビ系列                 | 水曜 19:00 - 19:56 |
| 大分県         | テレビ大分（TOS）                            | 日本テレビ系列／フジテレビ系列 | 水曜 19:00 - 19:56 |
| 鹿児島県       | 鹿児島読売テレビ（KYT）                      | 日本テレビ系列                 | 水曜 19:00 - 19:56 |
| 沖縄県         | 琉球放送（RBC）                              | TBS系列                        | 土曜 12:57 - 13:55 |

## 特別番組時代の放送日時
| 回数  | 放送日時                    | 備考 | 視聴率 |
| ----- | --------------------------- | --- | ------ |
| 第1回 | 2011年10月21日19:00 - 20:54 | 『金曜スーパープライム』枠で放送                                                                                                 | 14.0%  |
| 第2回 | 2012年1月27日19:00 - 20:54  | 『金曜スーパープライム』枠で放送                                                                                                 | 12.8%  |
| 第3回 | 2012年9月17日18:57 - 21:54  | 当初は『和田サンち泣き虫チビッコたちが大暴れスペシャル』の予定が本番組に差し替え 直前番組『news every.』からの接続はステブレレス | 13.6%  |
| 第4回 | 2012年12月17日19:00 - 23:08 | | 11.4%  |
| 第5回 | 2013年4月1日19:00 - 21:54   | | 10.2%  |
| 第6回 | 2013年9月23日19:00 - 21:54  | | 12.1%  |
| 第7回 | 2014年5月4日19:00 - 20:54   | | 11.5%  |

## スタッフ

### レギュラー版
- 企画・演出：河野雄平（不定期特番第4回までは企画・総合演出、第6回では総合演出と表記）
- ナレーション：垂木勉
- 構成：堀江利幸（堀江→不定期特番第4回から）、藤井靖大、酒井健作、加藤淳一郎、カツオ
- TM：新名大作
- SW：三井隆裕、村松明（週替り）
- CAM：津野祐一、榎本丈之、井出善彦、西阪康史（週替り）
- MIX：瀧健太郎、池田正義（週替り）
- VE：鈴木昭博、石山実、飯島友美、天内理絵（週替り）
- 照明：鈴木道隆（不定期特番第4回までLDと表記）
- ロケ技術：中川利春、柳ヶ瀬善夫、堤慎太郎、青木悠也、海渡敬介、倉渕宏幸、濱迫文哉、横田浩幸、為谷純、スーパー・ビー、SOLA、武田敏和（週替り）
- モニター：インターナショナルクリエイティブ
- CG：グレートインターナショナル（不定期特番第3回までイラストデザイン、不定期特番第4回はイラストと表記）
- イラスト：スズキユミコ、リトルベア
- 編集：安田裕禎・鈴木裕司・川口達也・大場浩二・小森佑輔・小澤章二・辻泰治・名雪健太郎・秋田正樹・北浦美夫・森岡佑次・清水良浩・廣川良一（全員麻布プラザ、※週替り1名、清水→不定期特番第4回も担当）
- MA：小田嶋広貴・中尾和博（週替り、2人共麻布プラザ）
- 音効：藤原大介・東由美（2人共佳夢音、東→不定期特番第4回も担当）
- 美術：葛西剛太
- デザイン：北村春美
- 装置：赤木直樹
- 電飾：内堀真吾
- 装飾：高橋吉彦
- 持道具：上田薫
- 衣裳：加川潤
- メイク：塩山千明
- フードコーディネーター：小菅貴子、吉田結紀、松下忠司（週替り）
- 技術協力：NiTRo、共立ライティング、ヌーベルバーグ、麻布プラザ（不定期特番第3回では編集・MAと表記）、スウィッシュ・ジャパン、ティ・エル・シー、バンセイ、日放、港家
- 美術協力：日テレアート
- マジック監修：藤原邦恭、魔耶一星、からくりどーる、村山淳（週替り）
- リサーチ：神山敏博、丸井乙生、田中奈緒、伊藤みやび、田原拓郎、相楽恵、横川悦子（週替り）
- TK：山際慎子
- デスク：宮沢薫
- AD：小林哲平、五十嵐くるみ、福井芽衣、佐藤祥子、佐々木南、吉岡芽映、高松孝、中村翔、茂手木絢亮、岡庭将太、橋本和枝、石川将伍、吉田太地、木村香菜子、吉田大器、石山真結、中村文彦（中村→ディレクターの回あり）、高橋正一、飯塚健一郎、宮田稜平、森田彩、佐藤眞弥、河野舞子、栞田哲治、岩下弘之、濱本理子、井上智晶、村岡佑亮、石川正人、白澤好、佐々木一翔、金輝容、香取柚衣（週替り）
- AP：岡田五知信（毎週）/小菅剛、小澤啓子（小澤→以前はAD→制作進行）、加藤明代、紺野美嘉子、小暮美帆、野上理沙、岩田真奈美、稲村隆、花塚増央（週替り）
- フロアディレクター：佐々竜太郎（以前はスタジオ演出）、中広周平（以前はディレクター）、齋藤篤史（齋藤→以前は週替り演出→ディレクター）（週替り）
- 制作進行：小森節子
- ディレクター：高橋朋広、柳瀬寿明、松岡秀尚、白根伸一、諏訪陽介、赤坂祐貴、増田雄太、廣田健介、牧嶋拓也、土方教裕、平野真一、小澤博之、神戸謙太郎、藁科誠、貞松秀樹、曽我翔、吉倉瑞穂、青木拓哉、斉藤純二、須磨洋太、永井大輔、東海林大介、山本紗智子、藤野智光、丸山将人、飯野修一（飯野→以前はプロデューサー）、松岡秀尚、水野将仁、菊地泰子、浅野克己、平野真一、江連頼久、須磨洋太、真木健一郎、立野明史、平澤賢宗、三谷三四郎、佐藤康弘、伊澤洋介、元藤稔、山村裕一（山村→以前はAD）、山下浩一、河野奈緒子、花輪和伯、吉濱明秀（週替り）、丸山信也
- 演出：奥村竜、佐々木繁雄、福島伸次郎、谷口欽也、寺野慎一郎
- プロデューサー：武末大作、山本由緒、阿河朋子、磯和伸明、望月聡(望)、岩田真奈美、福田裕治、深谷圭二、岩見ゆう(有)子、齋藤匠
- 制作協力：AX-ON、アリソデナサソ、えすと、コラボレーション、acro（2016年4月27日 - ）
- チーフプロデューサー：中村英明
- 製作著作：日本テレビ

### 過去のスタッフ
- 構成：エンジェル（第3回から）、西村隆志（西村は第3回から）、成田はじめ（第4回）
- ナレーション：延友陽子、中島芽生
- TM：石塚功（第3回は除く）
- CAM：山田祐一
- MIX：大島康彦
- 編集：兵藤真澄（第6回）
- MA：佐藤卓也（第6回）
- CG：石野剛太（第4回）
- 美術：高津光一郎（以前はアートプロデューサーと表記）
- デザイン：本田恵子（以前はデザイナーと表記）、柳谷雅美
- 大道具：堀北剛
- 電飾：佐藤勉
- 持道具：野村亜希子
- 小道具：宍倉正一、蛭川正規
- 花飾：松本美智子
- メイク：栗原真理亜
- リサーチ：市川義陽、犬山智香子、川原奈名子、土屋明子、佐藤亜希子、明田有紀子、大久保貴之、黒澤美穂、中原祐、小笠原みさき
- 監修：黒澤
- ロケ技術：Zeta、VIC、スウィッシュ・ジャパン、白石達也、竺原功二
- 協力：トップシーン（以前は海外コーディネーションと表記）
- ロケ協力：すき家三田店
- 撮影協力：名讓自動車学校、高須クリニック、BOAT RACE振興会、BOAT RACE平和島、シナノ産業（第4回）
- 編成：穂積武信（第4回）、小林将高（第6回）、末延靖章（レギュラー版）
- 編成企画：小島友行
- 広報（以前はPR→宣伝と表記）：角田久美子、明比雪（レギュラー版）
- 営業：梶原美緒、中山大輔（第4回）、末岡寛雄（第6回）、草柳和宏（レギュラー版）
- デスク：田村麻衣、北村佳子
- TK：山沢啓子、丸山茜、竹島祐子、坂本幸子
- AD：降旗舞子、徳永佳奈子、篠原美有紀、半澤怜史、横坂靖雄、成田秀彰、峰岡晃子、川口明、富岡悠、吉田貴幸、坂東那美、江藤博文、村上有花、高橋和己、塩塚優香
- フロアディレクター：佐藤暢晃（レギュラー版）
- AP：伊藤和美、反り目尚美、小林智武、斉藤陽子、川原三穂、小菅敬至、浜口佳苗、光田真菜美、水野葉子、貝山京子
- ディレクター：武井拓道、野木啓二、松山和久、李英叔、大東徹也、柴田浩平、馬場哉、田中匡史、大野寿之、酒井隆茂、石川のりひさ（第3回から）、吉田真紗記、渡辺春佳、村上剛、鳥越一夫、鈴間広枝、野口亮太郎、米田浩平
- 演出：津留正宏、笠間崇、椎葉宏治、松野勇二、丸山信也
- プロデューサー：岩間玄（以前はCP）、宮本靖広、徳江長政、上野尚偉、植松保弘、細越貴子、茂呂あゆみ、秋山健一郎、白川大介、山口博之、大澤裕二、遠藤英幸、藤澤季世子、鈴木寿一、細工忠晴
- 企画・プロデューサー：矢追孝男
- チーフプロデューサー：鈴江秀樹、染井将吾
- 制作協力：30Freme、ローリング、コスモ・スペース